# Mikael Peterson
Roland Mikael Peterson, född 9 juli 1966 i Kung Karls församling i Västmanlands län, är en svensk politiker (socialdemokrat), som var riksdagsledamot (tjänstgörande ersättare för Anna Wallén) 22 mars – 29 april 2018 för Västmanlands läns valkrets.
I riksdagen var han extra suppleant i näringsutskottet.